# Lyrorožec
Lyrorožec (neplatně popsán jako Pseudonovibos spiralis, také kting voar, kting sipuoh či ling) je savec z čeledi turovitých, který se údajně vyskytuje či vyskytoval v jihovýchodní Asii, konkrétně v Kambodži a ve Vietnamu. Skutečná existence tohoto druhu je však sporná.

## Objev a vzhled
Lyrorožec byl vědecky popsán v roce 1994 na základě rohů nalezených na tržišti ve vietnamském Ho Či Minově Městě. Jeho rodové jméno odráží domnělou podobnost s jiným málo známým asijským turem kuprejem (Bos sauveli, syn. Novibos sauveli), druhové jméno odkazuje na spirálovitý tvar rohů. Později bylo na asijských tržnicích či v muzejních sbírkách nalezeno ještě několik dalších rohů – v několika případech i s kostěnými násadci. Podoba zbytku těla je známá pouze z vyobrazení v čínském rukopise San Sui Tu Hui z roku 1607, kde se mimo jiné píše, že jeho rohy mají schopnost odhánět hady a chránit tak před hadím uštknutím. Z této pověry vycházej i domorodá jména lyrorožce kting voar a kting sipuoh. Za tímto účelem jsou také prodávány na tržnicích.

## Zařazení a identita

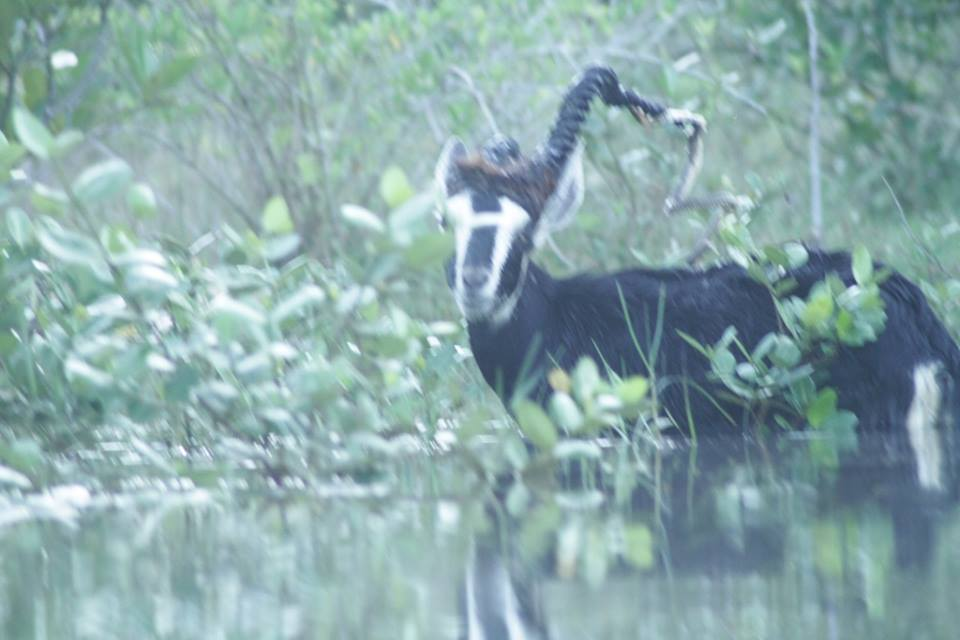
Údajná fotografie lyrorožce kolující po internetu. Pravděpodobně jde o kozu domácí

O zjištění fylogenetické pozice lyrorožce se pomocí analýzy DNA pokusilo několik vědeckých týmů. Výsledky týmu A. Hassanina z roku 2001 a vzápětí i dalších autorů však ukázaly, že holotyp i další známé rohy lyrorožce patří turu domácímu (Bos taurus). Na základě toho lze předpokládat, že kravské rohy byly za vysoké teploty uměle tvarovány do podoby rohů lyrorožce, aby byla uspokojena poptávka po jejich údajných magických schopnostech ze strany místních. Zůstává však otázkou, zda je lyrorožec výhradně mytickým zvířetem, nebo jde o skutečně existujícího tura, jehož rohy se padělatelé snaží napodobit, protože je druh v přírodě již velmi vzácný či vyhynul.
Na hledání lyrorožce v přírodě se podílela také česká expedice s účastí filmaře Jana Hoška a zoologa Ivana Horáčka, které se povedlo nalézt jeden pár údajných rohů lyrorožce instalovaný snad na části lebky kupreje. Jeden pár rohů je také ve vlastnictví pražského Národního muzea.
Existuje také jedna údajná fotografie lyrorožce, pravděpodobně jde však o upravený snímek kozy domácí (Capra domestica).